# Mina histórica de prata de Tarnowskie Góry
A mina histórica de prata de Tarnowskie Góry é um museu da mineração localizado em Tarnowskie Góry, na Silésia, Polônia. A mina e seus arredores são remanescentes da indústria de mineração de prata na região e é um dos pontos chave da Rota Europeia da Herança Industrial da Europa.

## UNESCO
Foi inscrito como Patrimônio Mundial da UNESCO em 2017 por: "testemunhar os esforços contínuos por mais de três séculos em drenar a zona de extração subterrânea e o uso de água das minas a fim de abastecer cidades e a própria indústria. Tarnowskie Góry representa uma contribuição significante para a produção global de chumbo e zinco."